# Philipp Steinmayr

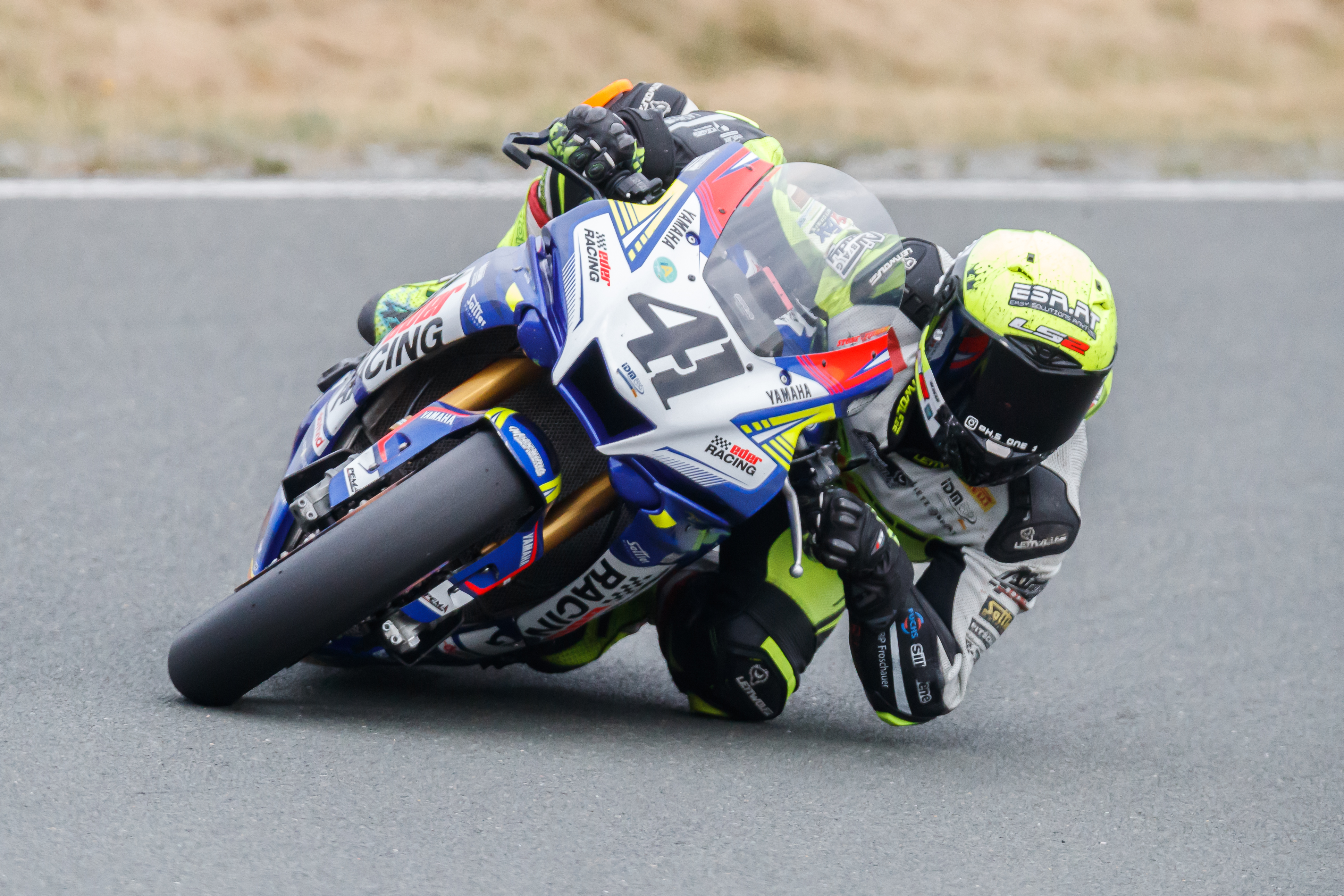
Steinmayr 2022 in Schleiz

Philipp Steinmayr (* 13. August 1993 in Steyr) ist ein österreichischer Motorradrennfahrer.

## Karriere
Im Alter von fünf Jahren bekam Philipp Steinmayr von seinem Vater sein erstes Motorrad, eine Yamaha PW50. Trotz der Freude, die er mit seinem Bike hatte, war er erstmals mit 19 Jahren auf einer Motorsport-Rennstrecke unterwegs, als er mit seinem Vater zur Grand-Prix-Rennstrecke von Brünn fuhr und auf einer Kawasaki Z 750 erste Erfahrungen sammelte.
Seit 2015 betreibt Steinmayr professionellen Rennsport. Der Österreicher wurde 2018 Österreichischer Vizemeister und Dritter in der Alpe-Adria-Meisterschaft. Zur Saison 2018/19 feierte er sein Debüt in der Langstrecken-Weltmeisterschaft, wo er in Oschersleben bei der German Speedweek auf Platz 2 der Superstock-Klasse fuhr und am Ende der Saison mit seinem Wojcik Racing Team auf Yamaha den sechsten Gesamtplatz erreichte.
Im Jahr 2020 fuhr Steinmayr seine ersten Punkte in der Internationalen Deutschen Motorradmeisterschaft ein. Sein bestes Ergebnis erreichte er auf seiner Yamaha R 1 mit Platz 11 im Superbike-Rennen am Sachsenring. In der Gesamtwertung beendete er die Saison auf Position 17. In der EWC fuhr er beim 12-Stunden-Rennen von Estoril mit dem Team LRP Poland auf Platz 8. 2021 ging Steinmayr erneut mit einer Yamaha in der IDM an den Start. Beim Rennen in Most erzielte er die Ränge 5 und 7, die Saison beendete er trotz einem Teamwechsel auf Tabellenplatz 15. in der Langstrecken-WM fuhr er mit dem Team 18 Sapeurs Pompiers in Most auf Startplatz 1 in der Superstock-Wertung, ebenfalls auf Yamaha.
2022 startete Steinmayr für das Team Eder Racing in der Klasse IDM Superbike, sein Teamkollege war Thomas Gradinger, der in der Supersport-Klasse startete. Steinmayr feierte in der Langstrecken-WM seine größten Erfolge. Mit dem Sieg bei den 24 Stunden von Le Mans und einem Podestplatz beim 24-Stunden-Rennen in Spa-Francorchamps wurde er Weltcup-Gesamtsieger in der Klasse Superstock auf Yamaha.

## Statistik

### In der IDM Superbike 1000
| Saison | Motorrad | Rennen | Siege | Podien | Poles | Punkte | Ergebnis |
| ------ | -------- | ------ | ----- | ------ | ----- | ------ | -------- |
| 2020   | Yamaha   | 6      | –     | –      | –     | 15     | 17.      |
| 2021   | Yamaha   | 11     | –     | –      | –     | 40     | 15.      |
| 2022   | Yamaha   | 12     | –     | –      | –     | 63     | 11.      |
| Gesamt | Gesamt   | 29     | 0     | 0      | 0     | 118    |          |